# Olga Dmitrijewna Markowa

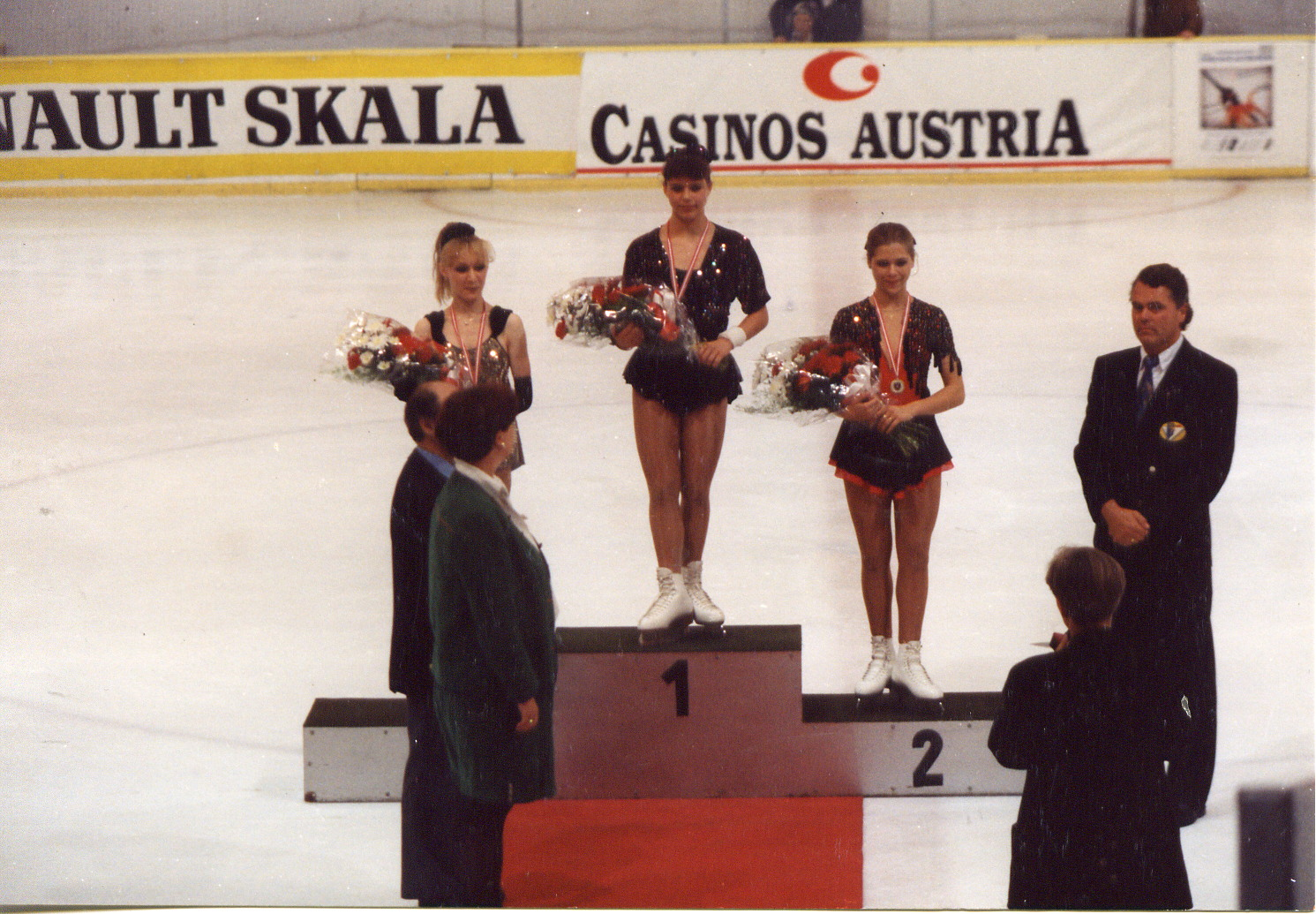
Olga Markowa (links) als Drittplatzierte des Karl Schäfer Memorials 1993

Olga Dmitrijewna Markowa (russisch Ольга Дмитриевна Маркова; * 22. Januar 1974 in Leningrad) ist eine ehemalige russische Eiskunstläuferin.
Olga Markowa wurde lange Zeit von Jelena Bujanowa trainiert und startete für den ZSKA Sankt Petersburg. Im Jahre 1998 wechselte zu den Profis und trat nur noch in Eiskunstlaufshows auf. Heute arbeitet Markowa als Choreografin.

## Erfolge

### Weltmeisterschaften
- 1994 – 10. Rang
- 1995 – 5. Rang
- 1997 – 12. Rang

### Europameisterschaften
- 1993 – 12. Rang
- 1994 – 3. Rang
- 1995 – 2. Rang
- 1996 – 11. Rang
- 1997 – 8. Rang